# Wola Mędrzechowska
Wola Mędrzechowska (do 1965 Wólka Mędrzechowska) – wieś w Polsce, położona w województwie małopolskim, w powiecie dąbrowskim, w gminie Mędrzechów.
| SIMC    | Nazwa       | Rodzaj                          |
| ------- | ----------- | ------------------------------- |
| 0824304 | Borkowa     | część wsi                       |
| 0824310 | Podlesie    | część wsi                       |
| 1048173 | Podradwanie | część wsi (zniesiona w 2023 r.) |
| 0824327 | Pustka      | część wsi                       |
| 0824333 | Rynek       | część wsi                       |
| 0824340 | Stara Wieś  | część wsi                       |

W latach 1975–1998 miejscowość administracyjnie należała do województwa tarnowskiego.